# Vincze Zsigmond
Vincze Zsigmond, született Weisz Zsigmond (Zombor, 1874. július 1. – Budapest, 1935. június 30.) zeneszerző, karmester. Nevét a Hamburgi menyasszony című operettjében elhangzó, Szép vagy, gyönyörű vagy, Magyarország… refrénű, különös utóéletet befutott részlet őrzi a mai napig.

## Élete
Zsidó családban született, apja Weisz Sándor gabonakereskedő, anyja Frank Magdolna volt. Már kamaszkorában komponált. A Budapesti Zenekedvelők Egyletének zeneiskolájában Aggházy Károly, Bellovics Imre és Waldbauer József tanítványa volt. Az 1894–95-ös évadra Nikisch Artúr az Operaház zenekarába szerződtette hegedűsként. Ezt követően Ney Dávid basszista zongorakísérőjeként járta az országot. 1898-tól Komjáthy János, 1901-től Krecsányi Ignác társulatában volt karmester. 1903-ban az újonnan megnyílt Király Színházhoz szerződött, s haláláig itt volt dirigens, hangszerelő. Utóbbi minőségében ő segítette színpadra Kacsóh Pongrác János vitézét, amit kb. háromszázszor vezényelt. 1928 és 1930 között Szegedre szerződött, de utána visszatért a Király Színházba.
1904. január 31-én Szegeden feleségül vette Kulinyi Mária szegedi színésznőt, Kulinyi Márton és Bíró Anna színészek leányát.
1922. január 31-én mutatták be a Városi Színházban A hamburgi menyasszony c. operettjét, ami már ekkor sem nélkülözte az irredenta felhangokat, de az I. felvonás fináléja, benne a „Szép vagy, gyönyörű vagy, Magyarország”-refrénnel csak jóval Vincze halála után vált népszerű dallá. A hazafias érzelmek felkeltésére való felhasználásban nem jelentett akadályt a szerzők (szövegíró: Kulinyi Ernő) zsidó származása (és nem mentette meg Kulinyit a holokauszttól).
Egyetlen, 1924. március 29-én bemutatott operai kísérlete, Az erősebb c. egyfelvonásos zenedráma(!) sikertelen és megkésett próbálkozás volt a népszínműzene magasabb szintre emelésére. A szerzemény öt hét alatt hat előadást ért meg, majd végleg eltűnt a repertoárról.
Művei mára feledésbe merültek, noha Vincze a zeneileg jól képzett operettszerzők közé tartozott. Életében néhány darabja eljutott külföldi színpadokra is, A hamburgi menyasszonyt 1939-ig többször felújította a Városi Színház.
Számos gramofonfelvétel őrzi játékát, amin különböző műfajokban zongorakísérőként működik közre.
2007 óta a Nemzeti sírkert részeként védett, Fiumei úti sírkertben található sírhelyére az új síremlékét 2010 tavaszára emeltette a Nemzeti Emlékhely és Kegyeleti Bizottság.

## Művei
- Tilos a csók (operett három felvonásban, Király Színház, 1909. október 8.)
- Limonádé ezredes (énekes vígjáték három felvonásban, Király Színház, 1912. szeptember 5.)
- Léni néni (énekes bohózat három felvonásban, Magyar Színház, 1914. május 2.)
- A cigány grófné (operett három felvonásban, Király Színház, 1920. március 13.)
- A hamburgi menyasszony (operett három felvonásban, Városi Színház, 1922. január 31.)
- A gárdista (regényes operett három felvonásban, Városi Színház, 1923. február 15.)
- Az erősebb (zenedráma egy felvonásban, Magyar Királyi Operaház, 1924. március 29.)
- Anna-bál (operett három felvonásban, Volkmann Róbert művei felhasználásával, Király Színház, 1925. szeptember 30.)
- Miami (pasticcio Jacobi Viktor műveiből, Fővárosi Operettszínház, 1925. november 27.)
- Aranyhattyú (operett három felvonásban, Király Színház, 1927. január 15.)
- Kiss és Kis (operett három felvonásban, Városi Színház, 1927. január 22.)
- Az aranyszőrű bárány (Szeged, 1929. november 15.)
- Huszárfogás (operett három felvonásban, Fővárosi Operettszínház, 1930. április 4.)
- Jobb mint otthon (Nyári Operett Színház, 1930)